# China Merchants Bank
China Merchants Bank (CMB) (förenklade kinesiska tecken: 招商银行, pinyin: Zhāoshāng Yínháng), är ett börsnoterat kinesiskt bankföretag, som grundades 1987 i Shenzhen av China Merchants Group. Det rankades 2017 som världens 42:a största publika bolag och den sjätte största banken i Kina.
Huvudägare är det statliga konglomeratet China Merchants Group i Hongkong.